# Castro de Lorch
O castro de Lorch (em alemão:  Kastell Lorch) é um antigo castro romano próximo ao limes Germânia Superior-Récia, que desde 2005 tem status de Patrimônio Mundial. A guarnição que é suposta ter sido instalada em c. 150/160 localiza-se atualmente no centro de Lorch, uma cidade do Ostalbkreis, Baden-Württemberg, sendo suas ruínas quase completamente sobreconstruídas.